# Трофей Луїджі Берлусконі
Трофей Луїджі Берлусконі — це щорічний футбольний товариський турнір, що проводиться на стадіоні «Сан-Сіро» в Мілані. Турнір було засновано власником «Мілана» Сільвіо Берлусконі на честь свого батька Луїджі. Спочатку суперником «Мілана» щороку мав бути чинний володар Кубку Європейських Чемпіонів, але згодом традиційним суперником «Мілана» став інший гранд італійського футболу — туринський «Ювентус». Перша гра за цей кубок пройшла 23 серпня 1991 року, переможцем, завдяки двум голам П'єрлуїджі Казірагі, став клуб із столиці П'ємонту.

## Статистика
| Рік  | Переможець      | Суперник               | Рахунок     | Автори забитих м'ячів                                                        |
| ---- | --------------- | ---------------------- | ----------- | ---------------------------------------------------------------------------- |
| 1991 | Ювентус (Турин) | Милан (Милан)          | 2:1         | Казірагі 18'30' - П. Мальдіні 23'                                            |
| 1992 | Мілан (Мілан)   | Інтернаціонале (Мілан) | 1:0         | Папен 4'                                                                     |
| 1993 | Мілан (Мілан)   | Реал (Мадрид)          | 3:2         | Сімоне 20', Папен 23', Бобан 39' - Мікель 42', Саморано 55'(П)               |
| 1994 | Мілан (Мілан)   | Баварія (Мюнхен)       | 1:0         | Гулліт '67                                                                   |
| 1995 | Ювентус (Турин) | Мілан (Мілан)          | 0:0 (п.6:5) | -                                                                            |
| 1996 | Мілан (Мілан)   | Ювентус (Турин)        | 1:0         | Ераніо 88'                                                                   |
| 1997 | Мілан (Мілан)   | Ювентус (Турин)        | 3:1         | Круз 54', Клюйверт 60', Веа 64' - Конте 31'                                  |
| 1998 | Ювентус (Турин) | Мілан (Мілан)          | 2:1         | Філіппо Індзагі 66'85' - Бірхофф 31'                                         |
| 1999 | Ювентус (Турин) | Мілан (Мілан)          | 1:0         | Дель П'єро 26'                                                               |
| 2000 | Ювентус (Турин) | Мілан (Мілан)          | 2:2 (п.5:4) | Трезеге 24', Ф.Інзагі 65' - Хосе Марі 2', Шевченко 35'                       |
| 2001 | Ювентус (Турин) | Мілан (Мілан)          | 1:1 (п.3:2) | Дель П'єро 5' - Сержиньо 85'(п)                                              |
| 2002 | Мілан (Мілан)   | Ювентус (Турин)        | 0:0 (п.3:1) | -                                                                            |
| 2003 | Ювентус (Турин) | Мілан (Мілан)          | 2:0         | Дель П'єро 38', Каморанезі 41'                                               |
| 2004 | Ювентус (Турин) | Мілан (Мілан)          | 1:0         | Олівера 46'                                                                  |
| 2005 | Мілан (Мілан)   | Ювентус (Турин)        | 2:1         | Кака 53', Сержиньо 76' - Вієра 19'                                           |
| 2006 | Мілан (Мілан)   | Ювентус (Турин)        | 3:2         | Філіппо Індзагі 29', Зеєдорф 68', Аубамеянг 86' - Недвед 40', Дель П'єро 67' |
| 2007 | Мілан (Мілан)   | Ювентус (Турин)        | 2:0         | Філіппо Індзагі 43', 47'                                                     |
| 2008 | Мілан (Мілан)   | Ювентус (Турин)        | 4:1         | Янкуловскі 21', Амброзіні 25'78', Філіппо Індзагі 52' - Паскуато 69'         |

## Цікавинки
- Протягом багатьох років поразка в матчі за трофей Луїджі Берлусконі була благословенням щодо надій на виграш чемпіонату Італії, оскільки після 7 перших розіграшів команда, яка програвала цей кубок, потім вигравала скудетто.
- Тренери, які неодноразово вигравали трофей:
  - Карло Анчелотті: 1999 and 2000 з «Ювентусом» та 2002, 2005, 2006, 2007, 2008 з «Міланом»
  - Фабіо Капелло: 1992, 1993, 1994, 1997 з «Міланом» та 2004 з «Ювентусом»
  - Марчелло Ліппі: 1995, 1998, 2001, 2003 з «Ювентусом»
- Філіппо Індзагі — єдиний гравець, який забивав та перемагав у цьому тірнірі у футболках двох різних команд.